# The Misandrists
The Misandrists es una película dramática alemana en inglés de 2017 dirigida por Bruce LaBruce. Se proyectó en la sección Panorama del 67º Festival Internacional de Cine de Berlín.
La película se centra en un grupo feminista radical que planea una revolución para derrocar el patriarcado en Alemania. Está vinculado temáticamente con el cortometraje Ulrike's Brain de LaBruce, que se estrenó en el programa Forum del Festival de Cine de Berlín esa misma semana.

## Reparto
- Susanne Sachße como Gran Madre
- Viva Ruiz como hermana Dagmar
- Kembra Pfahler como hermana Kembra
- Caprice Crawford como la hermana Bárbara
- Grete Gehrke como hermana Grete

## Recepción
En el agregador de reseñas Rotten Tomatoes, la película tiene un índice de aprobación del 71% según 38 reseñas, con una calificación promedio de 5,4/10. El consenso crítico del sitio web dice: "The Misandrists organizan un ataque memorablemente gonzo contra el patriarcado, uno cuya ambición salvaje y estética extravagante son a menudo suficientes para encubrir su ejecución desigual". En Metacritic, la película tiene una puntuación promedio ponderada de 56 sobre 100, basada en 11 críticas, lo que indica "críticas mixtas o promedio".